# 제8회 전국동시지방선거 울산광역시
이 문서는 제8회 전국동시지방선거 울산광역시 지역 투·개표 결과이다.

## 개표 결과

### 울산광역시장
|  | 59.78% |

|  | 40.21% |

### 기초자치단체장

#### 중구청장
|  | 59.41% |

|  | 40.58% |

#### 남구청장
|  | 66.16% |

|  | 33.83% |

#### 동구청장
|  | 54.83% |

|  | 45.16% |

#### 북구청장
|  | 50.60% |

|  | 40.02% |

|  | 9.37% |

#### 울주군수
|  | 58.80% |

|  | 41.19% |

### 울산광역시교육감
|  | 55.03% |

|  | 44.96% |

## 같이 보기
- 제8회 전국동시지방선거